# Esfregaço
Esfregaço é uma leve camada de matéria orgânica sobre uma lâmina de vidro, para exame microscópico. Geralmente usada também para aprimorar o conhecimento dos universitários em microscopia.
A técnica do esfregaço que é utilizada para material que se encontra formado por células isoladas, como por exemplo as células da mucosa bucal, ou um teste sanguíneo. Esta consiste em espalhar uma gota do material biológico a observar sobre uma lâmina de vidro formando uma fina película para uma melhor observação ao microscópio, que mais tarde pode ser submetida a uma coloração para evidenciar as células deste material, que encontram-se divididas as mais leves no final do esfregaço e as mais pesadas tendem a ficar nas bordas laterais.